# 水谷隼
水谷 隼（みずたに じゅん、1989年〈平成元年〉6月9日 - ）は、日本の元卓球選手・タレント。静岡県磐田市出身。血液型はA型。既婚。木下グループホールディングス所属。ITTF世界ランキング最高位は男子シングルス4位、混合ダブルス1位。段級位は10段。北京オリンピック、ロンドンオリンピック、リオデジャネイロオリンピック、東京オリンピックの日本代表。卓球競技日本人初のシングルスでのオリンピックメダリスト。卓球競技日本男子初の団体でのオリンピックメダリスト。卓球競技混合ダブルスの初代オリンピック金メダリスト。卓球競技初オリンピック全競技史上（世界）初の三種目トリプルメダリスト。全日本選手権シングルス史上初10回優勝。史上初5連覇。史上初13年連続決勝進出者。男子ダブルス自身史上最多タイ7回優勝。史上最多タイ4連覇。史上最多タイ10回決勝進出者。ジャパンTOP12最多タイ決勝進出者。ジュニアの部優勝最多タイ記録。ジュニアの部最年少優勝記録。日本の「卓球界のレジェンド」の一人と称される。

## 概歴 （卓球）

### 幼少期
小さい頃はサッカーやバスケットボール、バレーボールなど様々なスポーツをしており何をしても万能なタイプだったという。また、中学2年生の時にプロレスを見て以来プロレスラーに憧れていた時期もある、デスマッチの大仁田厚や大日本プロレスからWWEまで幅広くファンになった。両親が卓球経験者であり、兄と妹がいる、父が代表を務める豊田町卓球スポーツ少年団に第1期生として入って5歳から卓球を始める。当初は右利きだったが両親が左の有利性を考え、卓球の利き手を左に矯正した。磐田市立磐田北小学校1年生時に初出場した全日本卓球選手権大会バンビの部（小学校2年生以下）で準優勝し本格的に卓球の道に進んだ。翌年バンビの部で優勝するとその後もカブ、カデットの部と優勝を重ね、中学になると卓球面での環境を考え、福原愛などを擁する青森山田中学校に転校、青森で寮住まいをすることになった。東アジアホープス男子団体では初代金メダルに貢献した。アジアカデット男子シングルスで日本初の金メダル獲得。

### 世界に転戦
中学2年で出場した2004年1月の全日本卓球選手権ジュニアの部で優勝（男子では史上最年少）し、また一般の部もランク入りし、その天性の柔らかいボールタッチから話題になった。15歳になり名門青森山田高校に進学した。世界ジュニア選手権では男子団体で日本初のメダル獲得（銅）。2005年には15歳10ヶ月という男子史上最年少で世界卓球選手権日本代表に選出された（当時。後に張本智和が更新）。当時の日本代表はアテネオリンピックなどの惨敗を受け、一気に若返りを図り水谷はその中でも最年少であった。当時の水谷は時として世界ランキング上位の選手に勝利を収めることもあった。また、代表の強化選手となったことで、岸川聖也らと共にドイツに留学。ドイツリーグの1部（ブンデスリーガ）でプレーして、一年の大半をドイツで過ごした。しかしイタリアンの店で、3〜4ユーロのピザとコーラという食生活で高校1年の時に右脛を疲労骨折。半年間も卓球から離れた。その後バランスの良い食生活の改善に心がけた。2005世界ジュニア選手権男子団体で日本初の金メダルに貢献。男子シングルス日本初の銀メダル獲得。
2005年の第48回世界卓球選手権個人戦では当時世界ランク8位、アテネオリンピック5位であった荘智淵（台湾）をフルゲームの末に破った。当時、靖国神社参拝問題などにより日中関係が悪化し上海で行なわれたこの大会で大半の観客が水谷の相手選手である荘智淵に声援を送る中での勝利であった。同じ年に行われたアジア選手権では当時世界ランク2位、アテネオリンピック銀メダリストである王皓（中国）を破るなど日本の若きエースとなっていた。世界ジュニア選手権では団体で日本初の金メダルに貢献した。しかし、2006年初頭には足を疲労骨折するなどのトラブルもあった。
2006年（平成18年）度の全日本卓球選手権では男子シングルス、男子ダブルス、男子ジュニアの部シングルスを制し3冠を達成した。男子ジュニアの部シングルスでは史上最多の3回優勝の記録を残した。このうち男子シングルスでは3連覇を狙った吉田海偉を決勝で破り、史上最年少の17歳7ヶ月での全日本卓球選手権優勝であった（当時。後に張本智和が更新）。また、この優勝で2007年クロアチア・ザグレブでの世界卓球選手権（シングルス）の出場が決定した。
2007年、青森山田高校から「世界で戦うためのサポート体制がいい」と名門卓球部のある明治大学への進学を決め、同大学政治経済学部に入学した。2007世界選手権では男子ダブルスでペアである岸川と試合の45分前まで寝坊していて練習もできずにラバーを貼り直して試合に望んだにもかかわらず、相手中国の馬龍ペアに勝利していたことが判明。2007年/2008年シーズンはドイツリーグの1部（ブンデスリーグ）のデュッセルドルフに加入。アジアジュニア卓球選手権では、日本団体初の金メダルに貢献。

### 初のオリンピック
2008年の北京オリンピックの男子団体準決勝では2-3でドイツに敗れ5位入賞、シングルスでは世界選手権シングルス銅メダルのギリシャのクレアンガに敗れベスト32。2009年の第50回世界卓球選手権個人戦では岸川聖也とのダブルスで銅メダルを獲得した。また、その後に続いた中国オープン、荻村杯では同ダブルスで連続優勝している。この年から中国の中国スーパーリーグの浙商銀行に加入。2008年中国スーパーリーグではオリンピック（2012）、ワールドカップ（2011）、世界選手権（2011、2013）で金メダルに輝いた張継科に勝利。
2009年、韓国オープンにおいて準々決勝で朱世赫、準決勝でオフチャロフ、決勝で郝帥といった格上の強豪を次々と撃破し、優勝した。また、同年のアジア選手権団体戦では、中国との決勝戦で2-1先攻で迎えた水谷vs許昕戦で、最終ゲーム10-7のマッチポイントからデュースに持ち込まれ逆転負けを喫したものの、中国の同年代に対し対等に戦った一戦であった。第5回東アジア競技大会では男子ダブルス準決勝で韓国のエースペアとの試合となりフルセットでは戦いに敗れて銅メダル。団体戦では世界ランク1位の中国の王皓を破るなどの活躍を見せ、2010年1月の世界ランキングで初めてトップ10入りを果たした。年を経るにつれ体の細さを補う筋力も徐々につき、本来後ろでプレーすることを好む選手だったが平成20年度の全日本では積極的に前に出て回り込む戦法を心がけ、優勝した。4連覇が懸かっていた平成21年度全日本卓球選手権大会の男子準決勝でも張一博にゲームカウント1-3のポイント7-9まで追い込まれながら、そこから粘りを見せて勝利し、決勝でも吉田をストレートで下し4連覇を果たした。
2009ユニバーシアードベオグラード大会では、日本スポーツ選手団の主将を務めた。男子団体で銅メダルに貢献した。
初優勝を果たした平成18年度から、田崎俊雄、坪口道和、岸川、張一博といった選手に毎年敗北の際まで追い詰められながらも逆転する、という精神的な強さを見せていた。
2010年の全日本卓球選手権で、男子ダブルスにおいては決勝で松平健太・丹羽孝希組に敗れて5連覇はならなかったものの、シングルスにおいては初戦から圧倒的な力の差を見せつけ優勝し、史上初の男子シングルス5連覇を達成した。また、この年から再び中国の中国スーパーリーグの四川郵儲・先鋒汽車に加入、この年ITTFワールドツアー・グランドファイナルで初優勝。2010年中国スーパーリーグでは世界選手権金メダル11個取得の王励勤に勝利。
2010ワールドカップシングルスでは準決勝で中国の張継科との対戦となった。ゲームセット3ｰ0とリードしておりあと一本で勝利という場面でサービスのフォルトを取られ1ゲームを落とす。張継科に勢いが戻り4セット連取され逆転負けとなった。3位決定戦ではドイツのティモ・ボルとの対戦となり、3ｰ4で敗れ4位の結果となった。フォルクスワーゲンカップ広州では日本人初のシングルス銅メダル獲得となった。フォルクスワーゲンカップブラウンシュヴァイクでも2度目のシングルス銅メダル獲得。※フォルクスワーゲンカップは男女世界ランキング上位8名（各国1名）で行われる世界ランキングによる世界大会である。ITTFワールドツアーグランドファイナル男子シングルスでは日本人初の金メダル獲得。
2010世界選抜対中国の世界選抜メンバーに選ばれる。
2011年の全日本卓球選手権では男子シングルスで準決勝まで順当に勝ち上がるものの、決勝で高校3年生の吉村真晴にフルセットの末3-4で敗れ6連覇を阻まれた。先にチャンピオンシップポイント10ー7でリードしていたが、吉村真晴が4連続ポイントと逆転され2位の結果となった。2011年ワールドカップシングルスでは3位決定戦で韓国の朱世赫に敗れて4位。2011年世界卓球選手権大会では男子シングルスベスト8の成績を残した。フォルクスワーゲンカップシングルス3回連続銅メダル獲得。
2011世界選抜対中国の世界選抜メンバーに選ばれる。

### ロンドンオリンピック以降
2012年に明治大学を卒業後、4月1日付でスヴェンソンと所属契約を結んだことがこのほど日本卓球協会より発表された。7月4日付世界ランキングで自己最高の5位となり、ロンドンオリンピックではメダルを期待され自身もメダル目標に掲げて男子シングルスで第3シードとして挑んだ。初戦の3回戦は突破したものの4回戦で敗退しベスト16。マイナス要素を考えすぎ、不眠症になり無理やり飲酒をし睡眠をとるなどしたためにプレーに影響が出た。男子団体5位。団体戦全勝。なお、話題作りのために襟足の色を金色に変えて挑んだ。
2012年世界卓球選手権大会では男子団体でエースとして活躍。銅メダルに貢献した。
全日本選手権では決勝で後輩にあたる青森山田高校の丹羽孝希との対戦になり、ゲームカウント3-4で丹羽孝希の勝利。ファイナルセット9-11と敗れ、2大会連続2位の結果となった。水谷はこの大会コーチ無しで挑んだ。
2012年10月に卓球のラケットのラバーに違法行為である「補助剤」を、多くの選手が使用している卓球界の現状を問題提起した。国際試合への出場を取りやめ、問題の解決を訴えたという。しかし問題の解決には時間がかかり、選手としてプレーをしたいという思いも強く、半年後のワールドツアー・クウェートオープンに参戦し国際試合に復帰する。
2013年世界卓球選手権パリ大会でダブルス銅メダル、同年全日本卓球選手権大会では3年ぶり6度目のシングルス優勝を達成した。
2013ワールドカップ男子団体戦では、銅メダルに貢献した。
2013年よりロシア・プレミアリーグのUMMCと契約。10月、青森山田時代からの知遇であった邱建新を専属のプライベートコーチとして迎え入れる。
2013年11月22日（いい夫婦の日）に、高校時代に知り合った一般女性と7年の交際を経て結婚、25日に、DIOジャパンとスポンサー契約を結ぶ、2014年には第一子となる長女が誕生し、年末のITTFワールドツアー・グランドファイナルで2度目の優勝。
2013アジア対ヨーロッパのアジア団体メンバーに選ばれる。全勝を果たしアジア勝利に貢献した。
2014年世界卓球選手権大会では男子団体でエースとして活躍。銅メダルに貢献した。
2014年8月に、DIOジャパンとの契約満了で新たにビーコン・ラボと契約。
2014全日本選手権大会優勝。明治大学の後輩にあたる町飛鳥との対戦。ゲームセット4ｰ1。
2014ワールドカップシングルスでは3位決定戦でドイツのティモ・ボルとの対戦となった。ゲームセット2ｰ4で4位の結果となった。
2014アジア対ヨーロッパのアジア団体メンバーに選ばれた。全勝しアジア勝利に貢献した。
2014に台湾で行われた男子卓球スター招待試合では、元世界ランク1位であるスウェーデンのヨルゲン・パーソンとベルギーのジャン＝ミッシェル・セイブを破り決勝進出を果たした。決勝では、2013世界選手権男子ダブルス金メダルの荘智淵に4-3で勝利し優勝した。ITTFワールドツアーグランドファイナルでは日本人初の２体会で男子シングルス金メダル獲得。
2015全日本選手権大会優勝。明治大学の後輩にあたる神巧也との対戦。ゲームセット4ｰ0。
2015年世界卓球選手権大会では男子シングルス2度目のベスト8の成績を残した。
2015ワールドカップシングルスでは3位決定戦でドイツのオフチャロフとの対戦となり2ｰ4で敗れ4位の結果となった。
2015台湾卓球名人戦では、2019全中国で優勝した侯英超、世界選手権ダブルス金メダルの陳建安、世界ランクトップ10の常連マルコス・フレイタスを破り決勝進出を果たした。決勝ではドイツのロンドン五輪シングルス銅メダル、団体銀メダルのドミトリ・オフチャロフに4-2で敗れ2位の結果となった。
2014-15年シーズン、所属するロシア・プレミアリーグのUMMCでは全勝優勝を果たす、またはヨーロッパチャンピオンズリーグでは準々決勝で敗退。
2016年世界卓球選手権大会男子団体ではエースとして銀メダルに貢献した。
2015-16年シーズン、所属するロシア・プレミアリーグのUMMCはオレンブルクのFakel Gazpromに敗れ準優勝。

### リオデジャネイロオリンピックから東京オリンピックへ
2016年1月同じロシア・プレミアリーグのオレンブルクのFakel Gazpromに移籍。全日本卓球選手権決勝では張一博を4-1で退け、3年連続8回目の優勝を決めた。通算優勝回数はソウルオリンピック代表の斎藤清に並び史上最多タイとなった。ワールドツアー・クウェートオープン男子シングルス準々決勝では中国・許昕との対戦でゲームセット3ｰ3の10ｰ4で水谷隼がリードしていたが、許昕が8連続ポイントと逆転され敗れた。
2016年リオデジャネイロオリンピックでは、ノングルー時代になって以来使っていたテナジー64から、更に進化を求めるためテナジー80に変え挑んだ。男子シングルスにおいて、準決勝で世界ランク1位の馬龍（中国）に2-4で敗れたものの、3位決定戦ではブラディミル・サムソノフ（ベラルーシ）に4-1で勝利し、オリンピックシングルスで男女通じて日本人初のメダル（銅メダル）を獲得した。男子団体においても水谷は、ドイツとの準決勝で過去1勝15敗のティモ・ボルに3-0で勝利、中国との決勝で過去0勝12敗の許昕に3-2で勝利するなどの快進撃を見せ、男子団体に初の銀メダルをもたらし、「用具を変えなければ、勝てなかった」と用具へのこだわりもあらわにした。また、世界でラケットドーピングと言われる違法ラバーを使っている選手が多くいる中でのメダル獲得であった。団体戦全勝であった。リオオリンピックを最後に邱建新との契約が満了。
2017年の全日本卓球選手権決勝では吉村和弘を4-1で退け、4年連続9回目の優勝を決めた。通算優勝回数9回は単独で史上最多となった。3月1日より木下グループ所属となる。
2016-17年シーズン所属するオレンブルクはヨーロッパチャンピオンズリーグで優勝。また、マレーシアでスタートしたプロリーグ「アジア太平洋リーグ」に参戦。シングルス3位、チーム戦2位の成績を残した。
2018年の全日本選手権では張本智和に2-4で敗れての5年連続10回目の優勝を逃す。2018チームワールドカップ男子団体は欧州チュンピオンズリーグの予定に合わせる形で不参加となった。同年より開始される日本卓球プロリーグTリーグ (卓球)の「木下マイスター東京」に加入することが決まった。全日本選手権男子ダブルスでは大島祐哉とのペアで挑み、史上最多タイ自身7回優勝の結果を残した。
2019年の全日本選手権で大島祐哉を4－2で下し、2年ぶり10度目の優勝で、最多優勝記録を更新した。史上最多記録13年連続決勝進出。試合後「今年で最後の全日本選手権にしたい。来年は出場しないと思う」と話した。これ以降、水谷は試合の際に広告板の光などで視界が遮られボールが見えなくなることや空振りや回転が分からなくなるなど目の不調が多くなりサングラスをかけることがしばしばある。驚くべきことに水谷はニュース番組などでボールや回転が見えなくなっていたにもかかわらず今までの勘や経験で全日本を優勝できたと語っており偉人の領域の能力を見せた。Tリーグでは初代王者に輝き、初代MVPに選ばれた。
2020東京オリンピックでの引退を明言した水谷は、2019年は最後の世界卓球個人戦となったが、前年の世界卓球で敗れた宿敵韓国の鄭栄植にフルゲームの死闘の末敗れ、自身の目標だと語っていた世界卓球シングルスのメダルを獲得することなくベスト32でこの大舞台を去った。
出場予定だった2019年のワールドカップ（団体戦）を、腰の負傷のため出場を見送った。東京オリンピックシングルスは肩の古傷や腰の悪化、目の異常事態、国際大会側の大会ミスなど不運が続き、4大会連続シングルス出場を逃した。東京オリンピックでは団体戦、混合ダブルスに出場を決定。4大会連続オリンピック出場。
2021年の東京オリンピックでは今大会から採用された混合ダブルスで伊藤美誠と組んで金メダルを獲得。初代金メダリストとなった。また、リオデジャネイロ五輪と東京五輪で金銀銅を三種目で揃え、世界初のオリンピック（三種目）トリプルメダリストとなり、歴史に大きく名を刻み歴史的人物になった。最後の種目の男子団体では韓国を下して銅メダルを獲得し、2大会連続のメダル獲得となった。2012年から2021年まで日本代表監督を務めた倉嶋洋介は「水谷で始まり水谷で終わった」と水谷の偉大さを語った。そして男子団体銅メダルから一夜明けた8月7日、かねてから治療を続けていた目の疾患が思わしくないことを理由に現役を引退する意思を表明。2022年2月27日、アリーナ立川立飛で引退セレモニーが行われ、現役生活に別れを告げた。
東京オリンピック 卓球 混合ダブルスにおいて金メダルを獲得した功績をたたえ、2021年12月26日、神奈川県川崎市のトークピア川崎向かいに記念のゴールドポスト（第38号）が設置された（ゴールドポストプロジェクト）。

## プレースタイル（能力）
左シェークハンド、両面裏ラバー、オールラウンド型。水谷は幼い頃から天性のセンスを多く有しており、世界トップの予測能力と身体能力に加え柔らかいボールタッチを合わせたプレースタイルを特徴とする。日本卓球の前原正浩強化本部長は「何十年に1人の天性のボールタッチ」と語っている。また、日本代表監督の倉嶋洋介は「小学6年で水谷を初めて見て、ボールタッチがただものではなかった」と回想している。予測能力に関しては元世界ランク1位のドミトリ・オフチャロフは世界で三本指に入ると語っており、水谷自身も卓球で重要な反射神経はいらないというほど、世界の中でも特に優れている。身体能力もとても高く小さい頃は、サッカーやバスケットボール、バレーボールなど様々なスポーツをしており何をしても万能なタイプだったという。世界トップクラスの守備力、サーブ力、ラリー力も兼ね備えており、彼のポテンシャルを支えている過剰な負けん気もとても際立っており、魅力的なラリーや試合が多く、世界でも人気のある選手だ。
柔らかいボールタッチを更に磨きをかけたのは、小学校時代の厳しい練習を苦痛に感じていた水谷が、よりラリーの引き合いができるロビングに楽しさを見出だしたためであった。ラリーにおけるボールコースの読みに優れ、ブロックを有効な戦術として用いることができる選手である。日本卓球協会のコーチであるマリオ・アミズィッチによればブロッキング・ゲームを主体に戦える数少ない逸材であるという。しかし近年は、前陣について戦うことも増え、毎年時代の流れと共にプレースタイルを変えるためそのことを「ニュー水谷」と呼ばれており、プレーの幅の広さを示している。
得意な技術はサーブ、フォアハンド、ミドルのブロック、ロビング。特にサーブは世界トップクラスの20種類ものレパートリーを誇っている。平成17年度全日本卓球選手権にて松下浩二、北京オリンピック団体戦にて陳衛星にストレートで敗れていたため、カット打ちが課題とされていた。しかし2009年の韓国オープンにて朱世赫を破るなど、克服の兆しが見えた。
自分と同じ左利きの選手を苦手としており、その代表的な選手はマイケル・メイス、陳玘、許昕、ティモ・ボルなどである。ただし許昕に関してはリオオリンピックの団体戦決勝で3-2で、ティモ・ボルに関してはリオオリンピックの団体戦準決勝で3-0と、大舞台で勝利している。
中学1年生の時から試合の時はパンツを着用していない。磐田城山中時代に参加した日本協会の強化合宿で、青森山田中高の選手たちがパンツを穿いていないことを知り、水谷もその合宿から穿かなくなった。水谷はこれを「青森山田高校の伝統」と説明しているが、同じ高校出身の丹羽孝希は否定している。
試合を欠場するほど大きなケガに関しては円熟期に達してからは少なくなったがツアー、所属チームへの転戦でスケジュールが過密になっているためにストレスなどで口唇ヘルペスに悩まされている。2015年の冬には5度目の発症 をし2017年2月にも再発している。
上記の通りプロレス好きで、2017年1月には東京スポーツ正月特別号で大仁田厚と対談を行った。また、趣味は筋トレ。
ドミトリ・オフチャロフは親友であり長らくライバル関係で国際大会では何度も対戦している。
スマホゲームやプロレス観戦なども趣味としており、人気YouTuberとコラボすることなどもある。

## 戦績
- 2004年
  - 平成15年度全日本卓球選手権大会　男子シングルス ベスト16（史上最年少となる14歳でのベスト16）
  - 同ジュニアの部男子シングルス優勝（史上最年少優勝）
  - 全国中学校卓球大会　優勝
  - 第2回世界ジュニア選手権　男子ダブルス優勝（岸川聖也ペア）
- 2005年
  - 平成16年度全日本卓球選手権大会　男子シングルス　ベスト32・ジュニア準優勝
  - 第48回世界卓球選手権個人戦　男子シングルス ベスト32
  - 世界ジュニアサーキット　男子シングルス 優勝3回
  - 第3回世界ジュニア選手権　男子シングルス 準優勝、団体優勝
- 2006年
  - 平成17年度全日本卓球選手権大会　男子シングルス ベスト8・ジュニア優勝
- 2007年
  - 平成18年度全日本卓球選手権大会　男子シングルス優勝(初)・男子ダブルス優勝（岸川聖也ペア）・ジュニア優勝
  - 第49回世界卓球選手権個人戦　男子シングルス ベスト32、ダブルス ベスト8
  - 第18回アジア卓球選手権大会　団体戦2位
- 2008年
  - 平成19年度全日本卓球選手権大会　男子シングルス優勝（2度目）・男子ダブルス優勝（岸川聖也ペア）
  - 第49回世界卓球選手権団体戦　3位
  - 北京オリンピック　男子シングルスベスト32・男子団体戦5位
  - アジアカップ男子シングルス　4位
- 2009年
  - 平成20年度全日本卓球選手権大会　男子シングルス優勝(3度目)・男子ダブルス優勝（岸川聖也ペア）
  - 第14回ジャパントップ12卓球大会 男子シングルス 準優勝
  - 第50回世界卓球選手権個人戦(横浜大会)　男子ダブルス3位（岸川聖也ペア）
  - ITTFプロツアー・チャイナオープン　男子ダブルス優勝（岸川聖也ペア）
  - ITTFプロツアー・荻村杯　男子ダブルス優勝（岸川聖也ペア）
  - ITTFプロツアー・韓国オープン　男子シングルス優勝
  - 第19回アジア卓球選手権大会　団体戦2位
  - 第5回東アジア競技大会 卓球競技　団体戦2位・男子ダブルス3位（岸川聖也ペア）
- 2010年
  - 平成21年度全日本卓球選手権大会　男子シングルス優勝（4度目）・男子ダブルス優勝（岸川聖也ペア）
  - 大林カップ第15回会長杯ジャパントップ12卓球大会 男子シングルス 優勝
  - 第50回世界卓球選手権（モスクワ大会） 男子団体 3位
  - ITTFプロツアー・ハンガリーオープン　男子シングルス優勝
  - 第16回アジア競技大会（広州）団体3位、シングルス3位
  - ITTFプロツアー・グランドファイナル（ソウル大会） 男子シングルス優勝
  - ワールドカップ　男子シングルス4位
  - フォルクスワーゲンカップ　男子シングルス3位2回
- 2011年
  - 平成22年度全日本卓球選手権大会　男子シングルス優勝（5度目）・男子ダブルス準優勝（岸川聖也ペア）
  - 大林カップ第16回会長杯ジャパントップ12卓球大会 男子シングルス 優勝
  - 第20回日本卓球リーグ・ビッグトーナメント（石川大会）　優勝
  - 第51回世界卓球選手権個人戦（ロッテルダム大会）　男子シングルスベスト8　男子ダブルスベスト16
  - ワールドカップ　男子シングルス4位
  - フォルクスワーゲンカップ　男子シングルス3位
- 2012年
  - 平成23年度全日本卓球選手権大会　男子シングルス準優勝・男子ダブルス優勝（岸川聖也ペア）
  - ITTFワールドツアー・クウェートオープン　男子シングルス優勝
  - 第20回アジア選手権 男子団体 準優勝[40]
  - 第51回世界卓球選手権団体戦（ドルトムント大会） 男子団体 3位
  - ITTFワールドツアー・ジャパンオープン（荻村杯） 男子シングルス優勝
  - ロンドンオリンピック 男子シングルスベスト16 団体戦5位
- 2013年
  - 平成24年度全日本卓球選手権大会　男子シングルス準優勝
  - 第22回ビッグトーナメント（愛媛大会） 優勝
  - ワールドカップ　男子団体銅メダル
  - 東アジア選手権男子団体3位
  - アジア対ヨーロッパ　団体アジア勝利
  - 第52回世界卓球選手権個人戦（パリ大会） 男子ダブルス3位（岸川聖也ペア）
  - 第21回アジア卓球選手権 男子団体 準優勝[41]
- 2014年
  - 平成25年度全日本卓球選手権大会 男子シングルス優勝（3年ぶり6度目）
  - 大林カップ・第19回ジャパントップ12卓球大会 男子シングルス 優勝
  - 第27回卓球アジアカップ2014 3位
  - 第52回世界卓球選手権団体戦（東京大会） 男子団体 3位
  - ITTFワールドツアーグランドファイナル（バンコク大会） 男子シングルス 優勝
  - ワールドカップ　男子シングルス 4位
  - アジア対ヨーロッパ　団体アジア勝利
  - オールスタートーナメント　男子シングルス優勝
- 2015年
  - 平成26年度全日本卓球選手権大会 男子シングルス 優勝（2年連続7度目）、男子ダブルス 準優勝（岸川聖也ペア）
  - 第53回世界卓球選手権個人戦（蘇州大会） 男子シングルスベスト8
  - ITTFワールドツアー・オーストリアオープン 男子シングルス 優勝
  - ワールドカップ男子シングルス 4位
  - テーブルテニスマスターズ　男子シングルス 2位
- 2016年
  - 平成27年度全日本卓球選手権大会　男子シングルス 優勝（3年連続8度目）・男子ダブルス 優勝（吉田雅己ペア）
  - 第53回世界卓球選手権団体戦（クアラルンプール大会） 男子団体 2位
  - リオデジャネイロオリンピック男子シングルス 3位・男子団体 2位
- 2017年
  - 平成28年度全日本卓球選手権大会 男子シングルス 優勝（4年連続9度目）
  - ワールドカップ　男子シングルスベスト8
- 2018年
  - 平成29年度全日本卓球選手権大会　男子ダブルス優勝（大島祐哉ペア）
  - 第22回ジャパントップ12卓球大会 優勝
  - ITTFワールドツアー・カタールオープン 男子ダブルス準優勝（大島祐哉ペア）
  - ITTFワールドツアー・グランドファイナル男子シングルス3位
- 2019年
  - 平成30年度全日本卓球選手権大会　男子シングルス優勝（10度目）
  - ITTFワールドツアー・ブルガリアオープン 混合ダブルス優勝（伊藤美誠ペア）
  - ITTFワールドツアーグランドファイナル 混合ダブルス準優勝（伊藤美誠ペア）
- 2020年
  - ITTFワールドツアー・ドイツオープン 混合ダブルス準優勝（伊藤美誠ペア）
  - ITTFワールドツアー・カタールオープン 混合ダブルス優勝（伊藤美誠ペア）
- 2021年
  - 2020年東京オリンピック 混合ダブルス優勝（伊藤美誠ペア）、男子団体 3位

## 成績
※最高成績

### シングルス
- リオデジャネイロオリンピック 銅メダル（2016）
- 世界卓球選手権 ベスト8（2011,2015）
- ワールドカップ 4位（2010, 2011, 2014, 2015）
- ITTFワールドツアーグランドファイナル 優勝（2010, 2014）
- フォルクスワーゲンカップ 銅メダル（2010,2010,2011）
- ワールドツアー 5回優勝
- 最高世界ランク＝男子シングルス 4位

### 男子ダブルス
- 世界卓球選手権 銅メダル（2009,2013）
- ワールドツアー2回優勝
- 最高世界ランク＝男子ダブルス3位

#### 混合ダブルス
- 東京オリンピック 金メダル（2021）
- 世界卓球選手権 ベスト16（2009）
- ITTFワールドツアー・グランドファイナル 2位（2019）
- ワールドツアー 2回優勝
- 最高世界ランク＝混合ダブルス 1位

### 団体戦
- リオデジャネイロオリンピック 銅メダル（2016）
- 東京オリンピック 銅メダル（2021）
- 世界卓球選手権 銀メダル（2016）
- ワールドカップ 銅メダル（2013）
- 最高世界ランク＝男子チームランキング 2位

### 対戦成績
ITTF公式戦における主要選手とのシングルス対戦成績。太字は最高世界ランク1位の選手

| 対戦数の多い選手 - 荘智淵 16-5 - ドミトリ・オフチャロフ 13-6 - ティモ・ボル 2-17 - 馬龍 0-16 - 許昕 1-14 - バスティアン・シュテガー 8-3 - ガオ・ニン 8-2 | その他の主要な選手 - ブラディミル・サムソノフ 5-3 - 樊振東 0-6 - 張継科 0-6 - 王皓 0-4 - 馬琳 1-2 - 王励勤 0-2 - 梁靖崑 2-3 - 林高遠 1-4 - ヨルゲン・パーソン 2-0 - ヴェルナー・シュラガー 1-1 - ジャン＝ミッシェル・セイブ 1-0 - 李尚洙 7-1 - 鄭栄植 5-4 - マルコス・フレイタス 7-1 - 黄鎮廷 4-2 - 張本智和 0-3 - 丹羽孝希 2-1 - 吉村真晴 5-0 |

※2020年3月現在

### 世界ランキング
|        | 1月 | 2月 | 3月 | 4月 | 5月 | 6月 | 7月 | 8月 | 9月 | 10月 | 11月 | 12月 |
| ------ | --- | --- | --- | --- | --- | --- | --- | --- | --- | ---- | ---- | ---- |
| 2003年 |     |     |     |     |     |     | 573 | 546 | 530 | 524  | 528  | 451  |
| 2004年 | 334 | 314 | 310 | 306 | 304 | 299 | 282 | 283 | 282 | 215  | 182  | 176  |
| 2005年 | 181 | 185 |     | 183 | 118 | 111 | 112 | 112 | 119 | 98   | 97   | 83   |
| 2006年 | 82  | 86  | 88  | 89  | 93  | 95  | 91  | 91  | 93  | 96   | 96   | 102  |
| 2007年 | 98  | 94  | 91  | 95  | 94  | 67  | 69  | 72  | 58  | 40   | 32   | 30   |
| 2008年 | 29  | 29  | 28  | 24  | 22  | 23  | 22  | 21  | 22  | 23   | 26   | 29   |
| 2009年 | 29  | 29  | 26  | 22  | 20  | 20  | 17  | 17  | 11  | 12   | 11   | 12   |
| 2010年 | 10  | 11  | 10  | 11  | 11  | 9   | 9   | 8   | 10  | 10   | 9    | 10   |
| 2011年 | 7   | 7   | 7   | 7   | 7   | 6   | 6   | 8   | 6   | 6    | 7    | 8    |
| 2012年 | 9   | 9   | 8   | 7   | 7   | 7   | 5   | 5   | 6   | 7    | 7    | 10   |
| 2013年 | 10  | 8   | 9   | 10  | 10  | 11  | 14  | 13  | 15  | 14   | 14   | 13   |
| 2014年 | 13  | 13  | 11  | 10  | 8   | 8   | 8   | 8   | 7   | 7    | 5    | 5    |
| 2015年 | 5   | 5   | 5   | 5   | 5   | 5   | 5   | 6   | 5   | 6    | 6    | 6    |
| 2016年 | 6   | 7   | 6   | 7   | 6   | 6   | 6   | 6   | 5   | 5    | 5    | 5    |
| 2017年 | 5   | 4   | 6   | 6   | 6   | 6   | 7   | 6   | 8   | 7    | 6    | 7    |
| 2018年 | 13  | 14  | 14  | 11  | 13  | 13  | 13  | 12  | 12  | 12   | 19   | 13   |
| 2019年 | 10  | 10  | 10  | 13  | 13  | 14  | 13  | 14  | 13  | 13   | 13   | 14   |
| 2020年 | 16  | 15  | 15  | 17  |     |     |     |     |     |      | 17   | 18   |
| 2021年 | 18  | 18  | 18  | 18  | 18  | 18  | 18  | 21  | 21  | 22   | 23   | 23   |
| 2022年 | 23  | 28  |     |     |     |     |     |     |     |      |      |      |

リーグ戦における成績
| シーズン | リーグ名 | 所属チーム         | 背番号 | シングルス | シングルス | シングルス | ダブルス | ダブルス | ダブルス |
| シーズン | リーグ名 | 所属チーム         | 背番号 | 出場数     | 勝利数     | 敗戦数     | 出場数   | 勝利数   | 敗戦数   |
| -------- | -------- | ------------------ | ------ | ---------- | ---------- | ---------- | -------- | -------- | -------- |
| 2018-19  | Tリーグ  | 木下マイスター東京 | 0      | 19         | 14         | 5          | 15       | 7        | 8        |
| 2019-20  | Tリーグ  | 木下マイスター東京 | 0      | 12         | 6          | 6          | 3        | 1        | 2        |
| 2020-21  | Tリーグ  | 木下マイスター東京 | 0      | 20         | 13         | 7          | 13       | 8        | 5        |
| 2021-22  | Tリーグ  | 木下マイスター東京 | 0      | 0          | 0          | 0          | 3        | 1        | 2        |
| 通算     | 通算     | 通算               | 通算   | 51         | 33         | 18         | 34       | 17       | 17       |

## 受賞・アワード
- 青森県民栄誉賞（2度目）
- 青森県スポーツ特別賞
- 青森県スポーツ栄誉特別賞
- 磐田市民栄誉賞
- 明治大学特別功労賞
- JOC特別功労賞
- Tリーグ初代MVP賞
- 最優秀ペア選手賞
- 優秀選手賞
- フェアプレー賞
- Tリーグ初代MVP賞
- ゆうもあ大賞（2021年）
- 東奥スポーツ賞
- 静岡放送スポーツ賞
- 中部スポーツ大賞
- 日本スポーツ賞
- 毎日スポーツ人賞　2021
- スポーツニッポンフォーラム　2021
- 紫綬褒章（2021年）[43]
- タニタ健康大賞（2021年）
- 第33回 日本ジュエリーベストドレッサー賞 特別賞[44]

【アワード】
- LINE NEWS AWARDS 2021
- ペアレンディングアワード　2021
- 歯が命アワード　2019
- 主夫の友アワード　2016
- イクメン オブ ザ イヤー　2016
- 名言アワード　2016

## 著書・メディア（TV）関連

### テレビ番組
レギュラー番組
- テレ東卓球塾はじめます（2022年2月5日 - 3月26日、テレビ東京） - 番組MC
- テレ東卓球塾 ～ひとラリー、いっとくぅぅぅ?～（2022年4月3日 - 、テレビ東京） - ヘッドコーチ（コメンテーター）[45]
- ズームイン!!サタデー（2022年4月2日 - 2025年3月29日、日本テレビ） - スポーツキャスター[46]
- ひるおび！（2022年 - 、月曜日、TBS） - コメンテーター[47]
- 世界卓球ヤミツキTV（2024年1月7日 - 、テレビ東京） - MC ※8週連続放送予定[48]

レギュラー番組以外
- スポーツ大陸 「中国を倒してこそ～卓球 水谷隼～」（2010年9月11日、NHK BS1）[49]
- ディープピープル 中国に勝つ卓球（2011年4月18日、NHK）[50]
- 新春スポーツバトル！サカスポ！頂上決戦スペシャル（2013年1月5日、TBS）[51]
- 中居正広の8番勝負！なでしこ＆プロ野球メダリストと厄年中居が真剣勝負（2013年12月28日、日本テレビ）[52]
- めざせ！2020年のオリンピアン～東京五輪の原石たち～ 「卓球11歳天才とエース水谷が真剣ラリー」（2014年8月3日、NHK）[53]
- 新春トップアスリート頂上決戦！“SHOW GUTS スポーツ2014”（2014年12月30日、テレビ東京）[54]
- カレッジ すぽると！（2015年2月21日、フジテレビ）[55]
- めざせ！2020年のオリンピアン 「世紀のガチンコ対決！卓球天才少年ｖｓ．世界王者」（2015年12月15日、NHK）[56]
- POWERフレーズ（2016年3月27日・4月3日、日本テレビ）[57]
- SPORTSウォッチャー 祝メダル！卓球水谷が凱旋！緊急生出演（2016年8月20日、テレビ東京）[58]
- 中居正広のスポーツ！号外スクープ狙います！（2016年9月4日、テレビ朝日）[59]
- ぐるナイ 秋のディズニーでゴチ2時間SP（2016年10月6日、日テレ）[60]
- 逃走中 ～どうぶつ島を攻略せよ！～（2016年10月9日、フジテレビ）[61]
- VS嵐 秋の2時間SP（2016年10月13日、フジテレビ）[62]
- ビートたけしのスポーツ大将2017 〜ナインティナインも参戦SP〜（2017年2月26日、テレビ朝日）[63]
- グッと！スポーツ 「本気モードの“天才”　卓球　水谷隼」（2017年5月9日、NHK）[64]
- 中居正広のスポーツ!号外スクープ狙います!　2時間SP（2017年8月14日、テレビ朝日）[65]
- 卓球ニッポン新時代 〜世界一への扉〜（2017年9月23日、BSテレ東）[66]
- ビートたけしのスポーツ大将 初回2時間スペシャル（2017年11月12日、テレビ朝日）[67]
- ビートたけしのスポーツ大将（2018年2月4日、テレビ朝日）[68]
- ビートたけしのスポーツ大将 一流アスリート＆次世代アスリート大集結SP！！（2018年3月11日、テレビ朝日）[69]
- アスリートの魂「勝つために生まれ変われ～卓球 水谷隼～（2018年7月7日、NHK BS1）[70]
- ジャンクSPORTS「注目選手続々!卓球SP」（2019年2月17日、フジテレビ）[71]
- 炎の体育会TV（2019年3月2日、TBS）[72]
- めざせ！オリンピアン 「大成長した新星と再会スペシャル」（2019年3月3日、NHK BS1）[73]
- 中居正広の4番勝負（2019年3月13日、日本テレビ）[74]
- グッと!スポーツ　東京でメダルを！卓球＆バドミントンSP（2019年4月17日、NHK）[75]
- S-PARK（2020年4月26日、フジテレビ）- 水谷隼と伊藤美誠が対談[76]
- 卓球ジャパン!【キング・オブ・JAPAN　水谷隼！本音トーク2時間SP】（2020年10月10日、BSテレ東）[77]
- ジャンクSPORTS 「緊急生放送で東京五輪メダリスト集結！舞台裏を大告白SP」（2021年8月9日、フジテレビ）[78]
- 中居正広のスポーツ! 号外スクープ狙います! 東京オリンピックSP（2021年8月15日、テレビ朝日）[79]
- 卓球ジャパン!【みまじゅんペア緊急出演！金メダルの裏側を語る！】（2021年8月28日、BSテレ東）[80]
- ぐるぐるナインティナイン2時間SP（2021年9月23日、日本テレビ）[81]
- ジャンクSPORTS チョレイクレープ”試作に挑戦！（2021年11月7日、フジテレビ）[82]
- ジャンクSPORTS 「カートに詰め放題」（2021年11月14日、フジテレビ）[83]
- 半分だけで考えてみた!（2022年3月24日 NHK  :5月6日 NHK BSプレミアム）[84][85]
- モニタリング（2022年7月14日、TBS）[86]
- 卓球ジャパン! エースの系譜！水谷隼が張本智和を語り尽くす！（2023年1月28日、BSテレ東）[87]
- 卓球ジャパン! 最新国際大会での伊藤美誠、全日本Ｖ・戸上を水谷がチェック！（2023年2月25日、BSテレ東）[88]
- 卓球ジャパン! パリ五輪代表選考レース 水谷隼が徹底解説＆展望（2023年3月4日、BSテレ東）[89]
- 卓球ジャパン! 水谷が見た張本vs向鵬（2023年4月22日、BSテレ東）[90]
- ザ・バックヤード 知の迷宮の裏側探訪 造幣局（2023年6月7日、NHK）- レポーター[91]
- 午前0時の森（2023年10月9日、2023年10月30日、日本テレビ）

### テレビドラマ
- ソロ活女子のススメ2 第8話（2022年5月26日、テレビ東京） - カヤックのインストラクター 役[92]

### ラジオ
レギュラー番組
- GMOクリック証券 presents 水谷隼の投資&ヘルスケア（2024年10月1日 - 2025年3月25日、TBSラジオ）[93]
- SBI証券 presents 大橋ひろこ×水谷隼のマーケットウイニングショット（2025年8月5日 - ラジオNIKKEI第1）[94]

レギュラー番組以外
- TOYOTA Athlete Beat（2016年10月15日・22日、TOKYO FM はじめJFN系全国38局ネット）[95][96]
- TOYOTA Athlete Beat 東京五輪 卓球混合ダブルス金メダリスト 水谷隼がゲストに登場！（2021年10月23日・10月30日、TOKYO FM はじめJFN系全国38局ネット）[97]

### 映画
- ミックス。（2017年10月21日公開、東宝）監督:石川淳一 - 本人役[98]

### CM
- 任天堂『やわらかあたま塾 いっしょにあたまのストレッチ』（2021年）[99]
- 木下工務店（2023年）
- MAKERS uFit 「uFitトゥース！」シリーズ（2024年11月20日 - ） - 春日俊彰と共演、アンバサダーも担当[100]

### 著書
- 『卓球王 水谷隼の勝利の法則―試合で勝つための99の約束事』卓球王国、2015年1月。ISBN 978-4901638470。
- 『負ける人は無駄な練習をする―卓球王 勝者のメンタリティー』卓球王国、2016年3月。ISBN 978-4901638494。
- 『打ち返す力　最強のメンタルを手に入れろ』講談社、2021年9月。ISBN 978-4-06-526132-3。

### 関連書籍
- 国際アスリート研究会『リオデジャネイロ・オリンピック メダリストの言葉Vol.2～日本中を熱くさせたかった～水谷隼・福原愛・ベイカー茉秋など選手の名言を収録！』ゴマブックス、2016年9月。※電子書籍のみ

### YouTube
- 「uFit公式チャンネル」[101]でuFit代表の林ケイスケと対談[102]。

## スポンサー・監修食品
【スポンサー】
- 木下グループ
- BUTTERFLY
- フリーデン
- uFit（2022年4月1日よりブランドアンバサダーに就任）
- 鈴木部品
- 陶々美
- シモジマ
- CHRIO

【監修食品】
フリーデン国産やまと豚使用
- 水谷隼カレー　500円
- 水谷隼カレー（BLACK）500円
- 水谷隼カレー（ハンバーグハヤシ）600円